# ゾーン (企業)
株式会社ゾーン（英称：zone group）は、福岡県北九州市に本社を置く、パチンコ事業を中心に不動産事業、飲食事業を展開している総合アミューズメント企業である。
尚、福岡県福岡市西新、姪浜に同じ「ゾーン」の店舗名で展開しているサンエイ企画とは関連会社ではない。

## 概要
1988年に有限会社パレス観光を設立し（創業は1975年）、1999年に現在の株式会社ゾーンへ組織変更する。
現在、福岡県下に「zone」や「zoom」の名前で9店舗のパチンコホールを展開している。
2012年には、不動産大手の東京建物が所有していた商業ビル「天神DADAビル」を取得し、不動産賃貸など事業の多角化を進めている。

## 沿革
- 1975年 - 福岡県北九州市八幡西区に1号店「ゴールデンラッキー」をオープン
- 1982年 - 福岡県北九州市八幡西区に2号店「本城ラッキーパレス」をオープン
- 1988年
  - 福岡県苅田町に3号店「苅田ラッキーパレス」をオープン
  - 有限会社パレス観光設立
- 1989年 - 1号店を移転し「本城パーラーラッキー」をオープン
- 1991年 - 福岡県行橋市に4号店「行橋ラッキーパレス」をオープン
- 1994年 - 福岡県北九州市八幡西区の2号店を改装し「ゾーン本城店」をオープン
- 1995年 - 福岡県苅田町の3号店を改装し「ゾーン苅田店」をオープン
- 1996年 - 新卒採用をスタート
- 1997年 - 福岡県北九州市八幡西区の1号店を改装し「ズーム本城店」をオープン
- 1999年
  - 株式会社ゾーンへ組織変更
  - 福岡県行橋市に5号店「ゾーン行橋店」をオープン
- 2002年 - 福岡県宗像市に6号店「ゾーン宗像店」をオープン
- 2004年 - 福岡県北九州市戸畑区に7号店「ゾーン戸畑店」をオープン
- 2009年
  - 福岡県行橋市の4号店「行橋ラッキーパレス」を改装し「ゾーン行橋今井店」をオープン
  - ゾーン戸畑店敷地内に「ファミリーマート」誘致オープン
- 2011年
  - 福岡県太宰府市高雄に8号店「ズーム太宰府店」をオープン
  - ゾーン宗像店敷地内に「ファミリーマート」誘致オープン
- 2012年
  - 福岡市中央区天神「天神DADAビル」取得
  - 北九州市八幡西区に「陣原グリーンズタウン」オープン
- 2013年 - 福岡県北九州市八幡東区に9号店「ゾーン桃園店」をオープン
- 2013年 - 福岡市博多区呉服町「呉服町駅前ビル」取得

## 事業内容
- パチンコ事業 - 福岡県北九州市を中心に9店舗を展開。[2]
- 不動産事業
  - 天神DADAビル（福岡県福岡市中央区） - テナントリーシング事業[3]
  - 陣原グリーンズタウン（福岡県北九州市八幡西区） - 開発及びリーシング事業
  - ドラッグストア・ガソリンスタンド・コンビニ誘致事業
- 飲食事業
  - 飲食店「あけぼの食堂」（9店舗）および「z-side café」（3店舗）の展開

## 地域・社会貢献活動
- C's Athlete（シーズアスリート） - 障がい者スポーツの後援[4]
- ギラヴァンツ北九州 - オフィシャルパートナー（スポンサー契約）[5]